# Jerzy Kowalski (cichociemny)
Jerzy Kowalski vel Jerzy Sołtysik, vel Wiesław Skorupa, ps.: Alfa, Dobnia, Baba, Jurek (ur. 10 listopada 1916 w Rudcu (powiat kobryński), zm. 27 stycznia 1989 w Kędzierzynie-Koźlu) – cichociemny, porucznik saperów, oficer Wojska Polskiego, Polskich Sił Zbrojnych na Zachodzie, Armii Krajowej, Kedywu Okręgu Lwów AK, organizacji NIE, więzień łagru NKWD w Workucie (1945–1955)

## Życiorys
Rodzicami byli Jan Kowalski (1872–1944) i Emilia z Januszewiczów (1883–1944). Jerzy Kowalski uczył się w I Państwowym Gimnazjum Męskim im. Bolesława Prusa w Sosnowcu. W 1937 zdał egzamin dojrzałości w Gimnazjum Państwowym im. Waleriana Łukasińskiego w Dąbrowie Górniczej. We wrześniu 1937 został elewem Szkoły Podchorążych Rezerwy Saperów w Modlinie, w styczniu 1938 był przeniesiony do Szkoły Podchorążych Piechoty, a w lipcu 1938 do Szkoły Podchorążych Saperów w Warszawie. Po jej ukończeniu 30 sierpnia 1939 został awansowany na stopień podporucznika ze starszeństwem od 1 września 1939.
We wrześniu 1939 walczył jako zastępca dowódcy plutonu saperów 4 Pułku Saperów (Ośrodek Zapasowy Saperów nr 4). W składzie Armii „Kraków” jednostka przebyła szlak bojowy od Przemyśla do Stanisławowa, a 21 września przekroczyła granicę polsko-węgierską. Jerzy Kowalski został internowany z całą jednostką na Węgrzech. Uciekł z obozu internowania. Po przebyciu trasy przez Jugosławię i Włochy znalazł się w grudniu 1939 we Francji. Tam wstąpił do Polskich Sił Zbrojnych. Został skierowany na stanowisko instruktora w Samodzielnej Brygadzie Saperów, a następnie służył w 3 Batalionie Saperów 3 Dywizji Piechoty. Będąca w trakcie organizacji 3 Dywizja Piechoty została skierowana przez dowództwo francuskie do obrony tzw. reduty bretońskiej. W obliczu nieuniknionej klęski Francji, praktycznie w przeddzień podpisania 22 czerwca 1940 w Compiègne rozejmu między Niemcami i Francją, dywizja została rozwiązana. Polscy żołnierze i oficerowie zostali przetransportowani na statkach rybackich do oddalonych portów w Yverdon i Saint-Jean-de-Luz na brytyjskie okręty ewakuacyjne. Część wojsk 3 Dywizji była ewakuowana z portu w Saint-Nazaire. W ewakuacji brał udział MS Batory. W końcu czerwca 1940 Jerzy Kowalski dotarł na pokładzie Batorego do Wielkiej Brytanii, gdzie służył w 3 Brygadzie Kadrowej Strzelców. W grudniu 1941 3 kompania saperów 3 Brygady przeniesiona została do Centrum Wyszkolenia Saperów. W grudniu 1942 został awansowany do stopnia porucznika. Po zgłoszeniu się do służby w kraju, Jerzy Kowalski znalazł się w dyspozycji Oddziału Personalnego Sztabu Naczelnego Wodza. Przeszedł szkolenie w zakresie dywersji i złożył przysięgę na rotę AK w końcu stycznia 1943 w Audley End.
Samolot Handley Page Halifax Dt 727 „K” pilotowany przez F/S Tadeusza Żabickiego dokonał w nocy 16/17 marca 1943 w ramach operacji „Attic” zrzutu trzyosobowego zespołu skoczków por. Jerzego Kowalskiego ps. Baba z 6 zasobnikami i 2 paczkami na zrzutowisko „Żaba” w okolicach miejscowości Jacochów-Stachlew, 12 km od Łowicza. Operacją kierował nawigator F/L Józef Gryglewicz. Pozostałymi skoczkami był cichociemny por. Ezechiel Łoś ps. Ikwa oraz kurier MSW do Delegatury Rządu na Kraj, ppor. Roman Litwin ps. Sowa. Kurier przewoził dwa pasy z pieniędzmi niezbędnymi do funkcjonowania Państwa Podziemnego. Skoczkowie zostali odwiezieni do Warszawy. Broń i materiały w zasobnikach i w paczkach ukryto w tymczasowych schowkach, a po dwóch tygodniach przewieziono do Warszawy.
Jerzy Kowalski został przydzielony do Kedywu Okręgu Lwów AK na stanowisko zastępcy szefa Kedywu Okręgu, kpt. Adama Brudkowskiego ps. Andrzej. Do jego obowiązków należało m.in.: przygotowanie środków walki, szkolenie dywersyjne i bezpośredni udział w działaniach dywersyjnych. 30 listopada 1943 był ranny po próbie odbicia uwięzionych w Rawie Ruskiej. W dniach 23–27 lipca 1944 brał udział walkach o Lwów. Był oficerem ds. zleceń specjalnych kpt. Adama Brudkowskiego. W czasie akcji „Burza” kpt. Brudkowski był dowódcą pierwszego zgrupowania odwodu dowódcy 5 Dywizji Piechoty AK w rejonie Politechniki Lwowskiej. Adam Brudkowski i Jerzy Kowalski uniknęli aresztowania po rozbrojeniu oddziałów AK przez władze sowieckie. Obaj kontynuowali działalność niepodległościową w szeregach konspiracyjnej organizacji NIE.

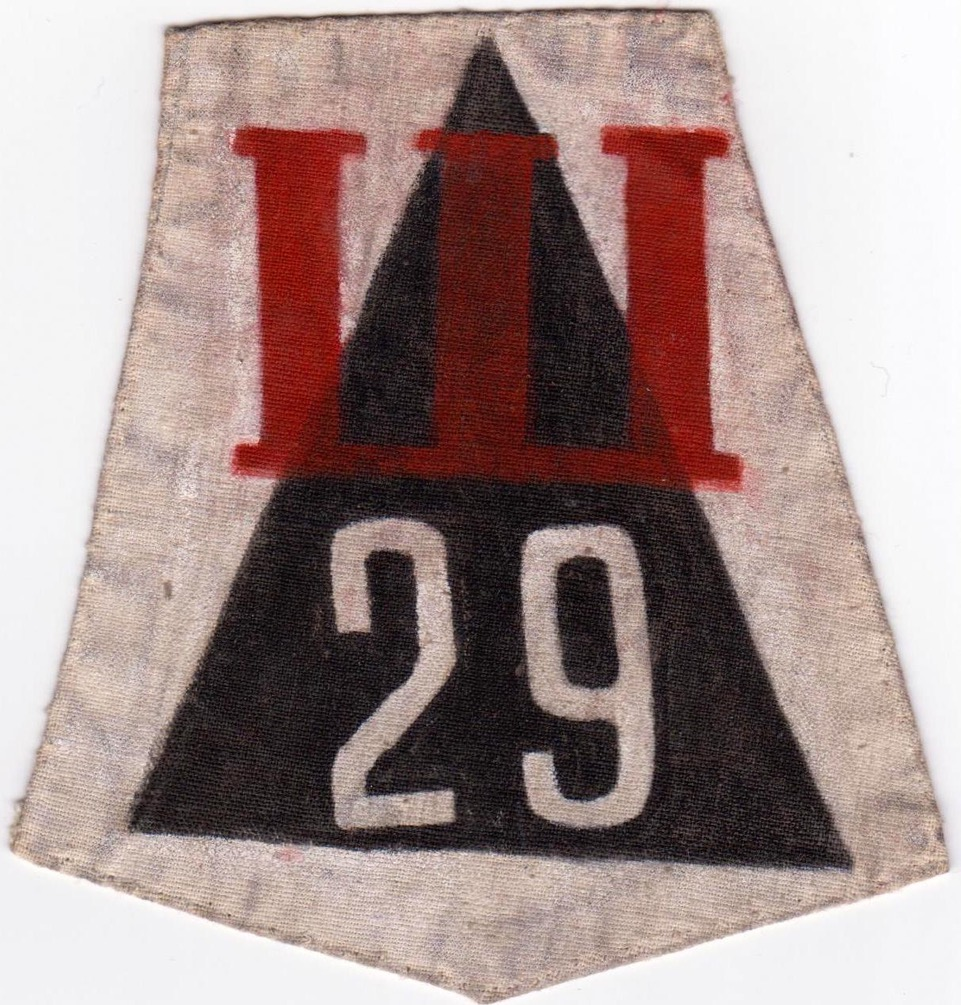
Jerzy Kowalski - oznakowanie z łagru w Workucie (шахта № 29)

Jerzy Kowalski był przypadkowo aresztowany we Lwowie 27 kwietnia 1945. Został rozpoznany przez agentkę NKWD Zofię Sienkiewicz i skazany na 10 lat łagru za prowadzenie antysowieckiej działalności konspiracyjnej. Zesłany do Workuty pracował w kopalni węgla kamiennego nr 29 (шахта № 29).
Wrócił do Polski w 1955. Zamieszkał w Kędzierzynie. Pracował w Zakładach Przemysłu Azotowego „Kędzierzyn” kolejno na stanowiskach asystenta projektanta, projektanta, starszego projektanta. W 1962 ukończył Technikum Mechaniczne dla Pracujących. Jerzy Kowalski przeszedł na emeryturę w 1978.
Zmarł w 1989. Został pochowany na cmentarzu komunalnym dzielnicy Kuźniczka w Kędzierzynie-Koźlu.

## Odznaczenia
- Krzyż Srebrny Orderu Virtuti Militari[20],
- Krzyż Walecznych (źródło?)
- Znak Spadochronowy Armii Krajowej nr 0155 (1943)[21],
- Bojowy Znak Spadochronowy nr 1969,
- Medal Wojska – czterokrotnie[22]  (1948),
- Krzyż Armii Krajowej[23] (1977),
- Medal „Za udział w wojnie obronnej 1939”[24] (1982),
- Krzyż Partyzancki[25] (1984),
- Krzyż Czynu Bojowego Polskich Sił Zbrojnych na Zachodzie – pośmiertnie (1992)[26].

## Upamiętnienie
Nazwisko Jerzego Kowalskiego umieszczono na pomniku Cichociemnych Spadochroniarzy AK znajdującym się przy  ul. Jana Matejki w warszawskiej dzielnicy Śródmieście.

## Życie rodzinne
Żoną Jerzego Kowalskiego była Anna z domu Ryszkiewicz, łączniczka AK ps. Kama (1910–1989). Ślub wzięli w 1945. Została ona również aresztowana przez NKWD. Skazana na 5 lat łagru w Workucie i 5 lat zesłania do Kraju Krasnojarskiego.